# ムアズ・カサースベ
ムアズ・ユスフ・アル＝カサースベ（アラビア語: معاذ صافي يوسف الكساسبة、英語: Muath Safi Yousef Al-Kaseasbeh、1988年5月29日 - 2015年1月3日?）は、ヨルダンの軍人。ヨルダン空軍中尉、操縦士である。日本語ではモアズ・カサスベ、英語ではMoaz Youssef al-Kasasbeh、Muadh al-Kasasbeh等とも表記される。日本の外務省では「ムアーズ・アル・カサースバ」とされている。

## 略歴
ヨルダン西部のカラクの有力部族の出身。2009年、ヨルダン王立空軍学校を卒業。2012年に空軍のパイロットになり、ヨルダン北部のザルカ県にある空軍基地でF-16戦闘機の飛行隊に所属していた。ヨルダン軍元幹部の叔父がいる。
過激派組織ISILへの空襲（en:Military intervention against the Islamic State of Iraq and the Levant、ar:الحرب ضد الدولة الإسلامية 2014）にF-16戦闘機で参加、2014年12月24日ラッカで墜落し、人質あるいは捕虜となった。アメリカ中央軍は、ISILによる撃墜ではないと声明した。カサースベは、ISILが発行するインターネット機関誌への取材に対し、搭乗機はラッカ上空付近でISILに撃墜されたと話しているが、真相は判然としない、との報道もある。
2015年1月24日、ISILは、日本人人質の後藤健二を解放する条件として、2005年にアンマンで自爆テロ未遂を起こし死刑判決を受けて服役していたサジダ・リシャウィの釈放を要求した。1月27日午後には、24時間以内にリシャウィを解放しなければ、後藤とカサースベの2人を殺害すると予告。これに対して、1月28日にヨルダン政府はカサースベの解放を条件にリシャウィを釈放する用意があるとの声明を発表し、ISILにカサースベの生存確認を求めた。1月29日午前1時には、ISILメンバーのものと見られるツイッターのアカウントに同日日没までにリシャウィを釈放しなければカサースベを殺害するとのメッセージが投稿された。
しかし、後藤やカサースベとリシャウィの交換は実現せず、2月1日早朝にISILは後藤を殺害したとする動画をインターネット上で公開。さらに2月3日には、カサースベと見られる人物の殺害を撮影した動画をインターネットに公開した。ヨルダン国営テレビは、根拠は示していないものの、カサースベはすでに1月3日に殺害されていたと報じている。ISIL側は映像の中で、カサースベ殺害の理由としてイブン・タイミーヤの『おぞましい死によって敵を撃退できるのであれば、それは正当な聖戦だ』という発言を引用している。カサースベは22分の動画の中で最終的には鉄格子の中に入れられたうえで火刑に処されるという残虐かつ一般的なイスラム教徒にとっては侮辱とも取れる処刑法を採られた。そのためヨルダンはカサースベ殺害の報復として2月4日早朝にリシャウィら2人の死刑囚の死刑を執行した。